# شناخت فیل

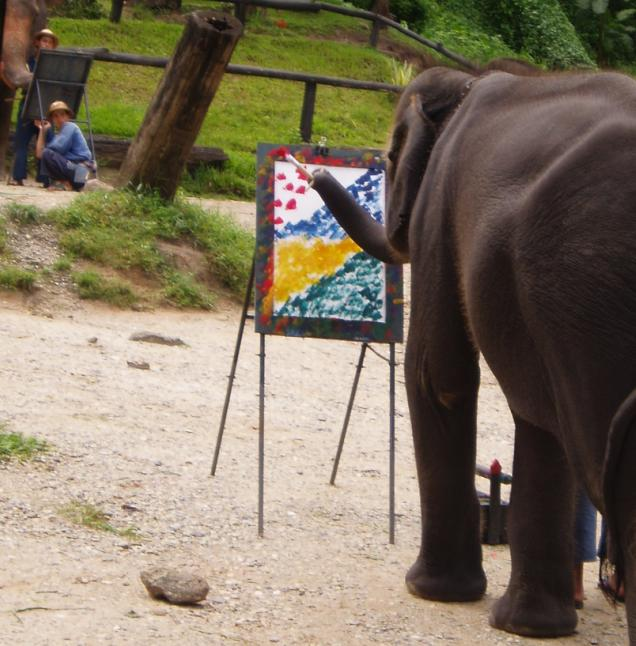
یک فیل در حال نقاشی

شناخت فیل (به انگلیسی: Elephant cognition)، شناخت هوش‌سنجیاست که در فیل‌ها وجود دارد. بیشتر رفتارشناسان معاصر، فیل را یکی از باهوش‌ترین جانوران جهان می‌دانند. با جرم کمی بیشتر از ۵ کیلوگرم (۱۱ پوند)، مغز فیل بیشتر از هر جانور خشکی دیگری جرم دارد، و اگرچه جرم بزرگ‌ترین نهنگ‌ها بیست برابر یک فیل معمولی است، مغز یک نهنگ به سختی دو برابر مغز یک فیل است. علاوه بر این، فیل‌ها حدود ۲۵۷ میلیارد نورون دارند. مغز فیل‌ها از نظر ارتباط عمومی و نواحی عملکردی شبیه انسان و بسیاری از پستانداران دیگر است و دارای چندین تفاوت ساختاری منحصر به فرد است. اگرچه در ابتدا برآورد می‌شد که شمار نورون‌های مغز انسان باشد، اما قشر مغز فیل حدود یک سوم شمار نورون‌های مغز انسان را دارد.